# Valódi gekkók

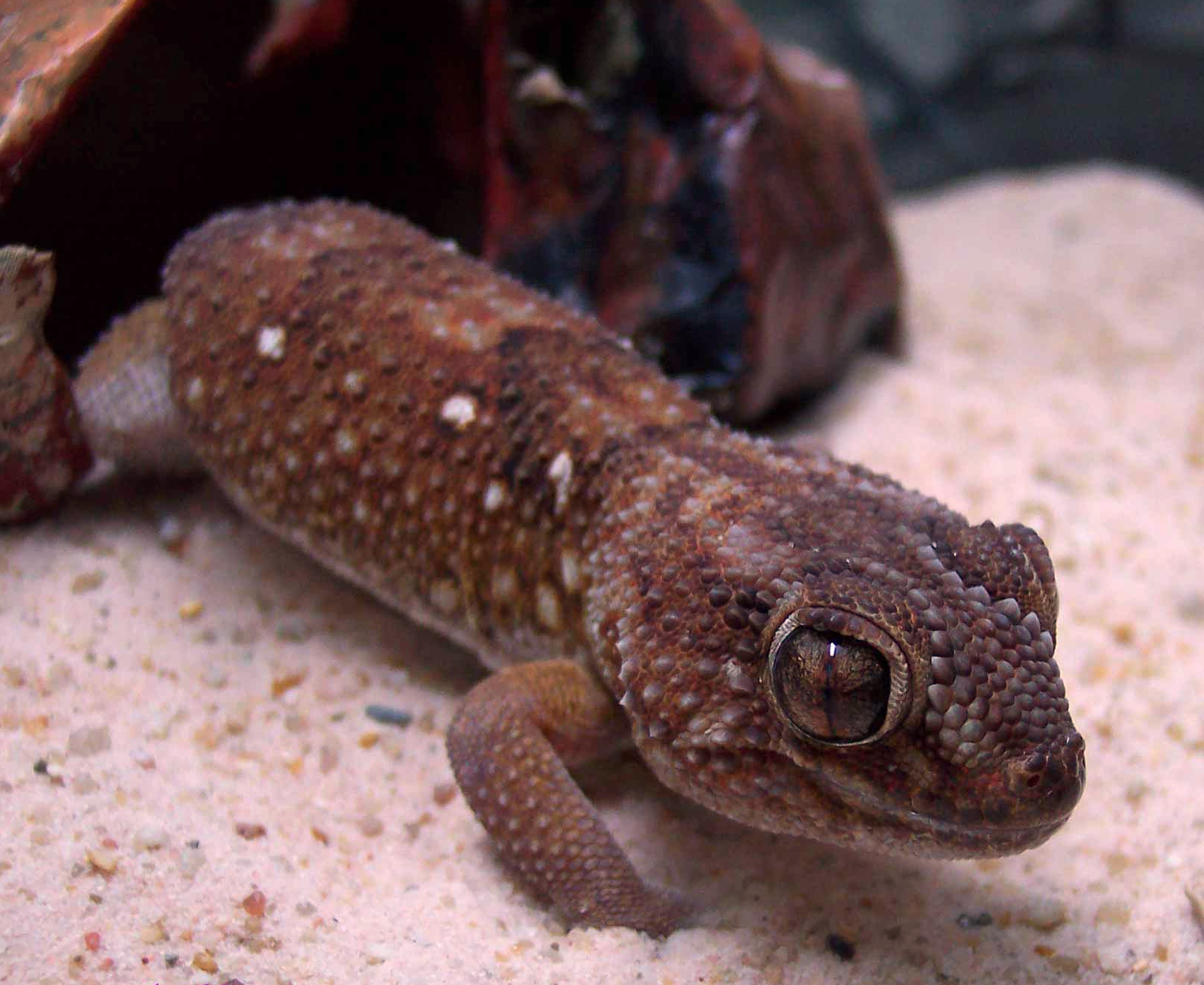
Chondrodactylus angulifer

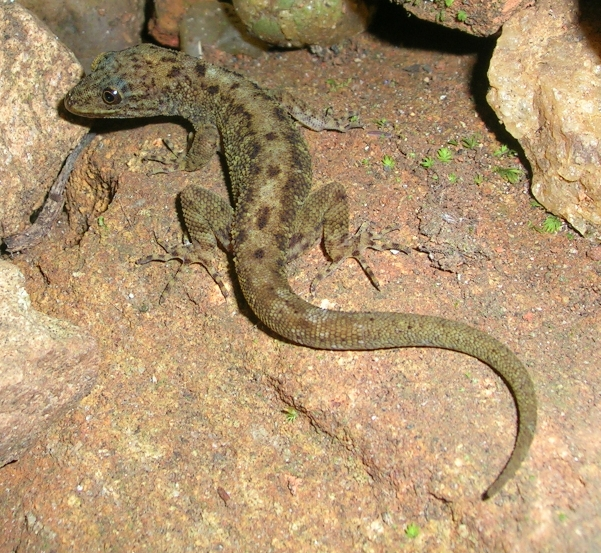
Cnemaspis wynaad

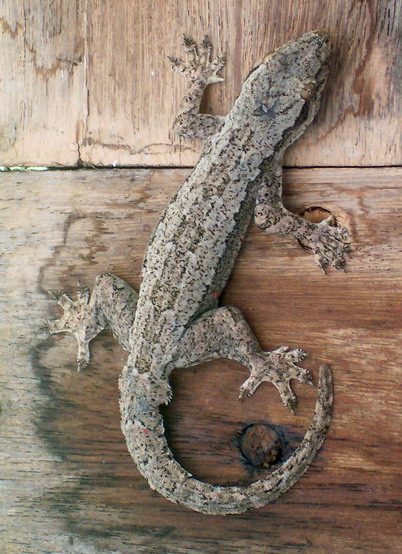
Cosymbotus platyurus

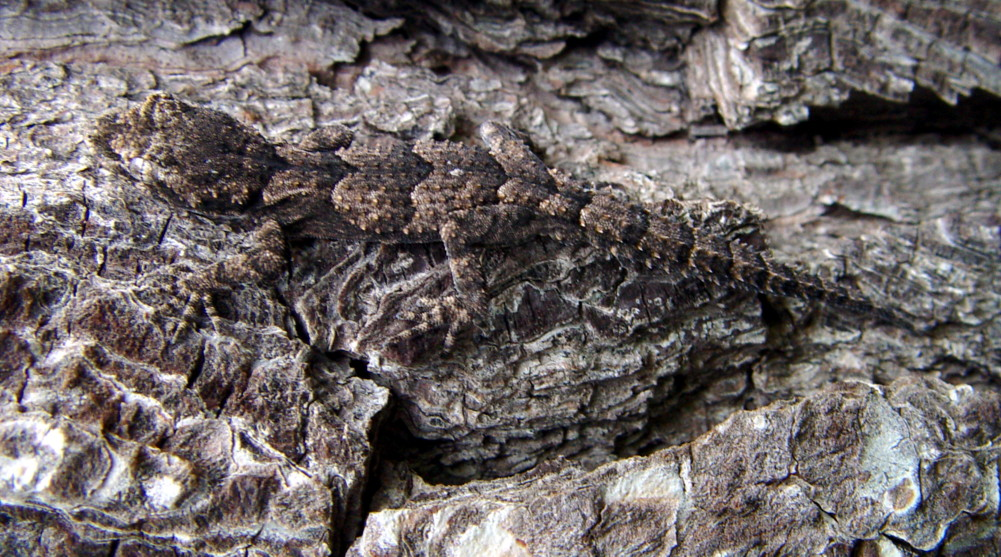
Cyrtodactylus kotschyi

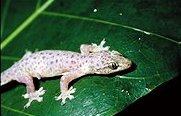
Gehyra mutilata

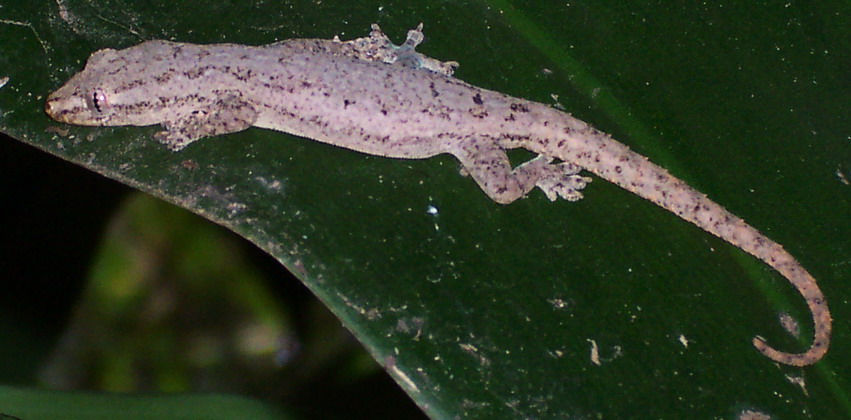
Hemidactylus frenatus

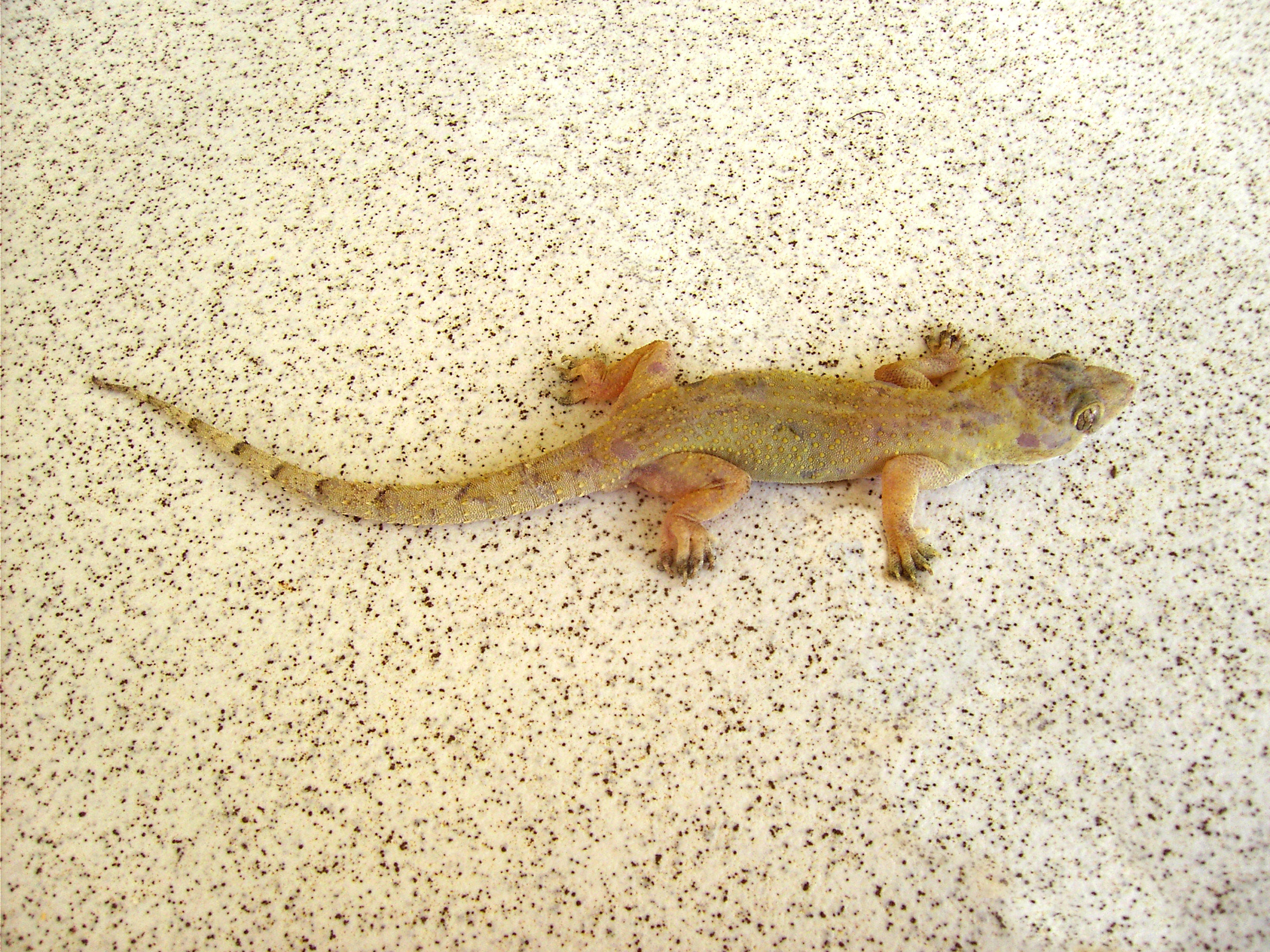
Hemidactylus mabouia

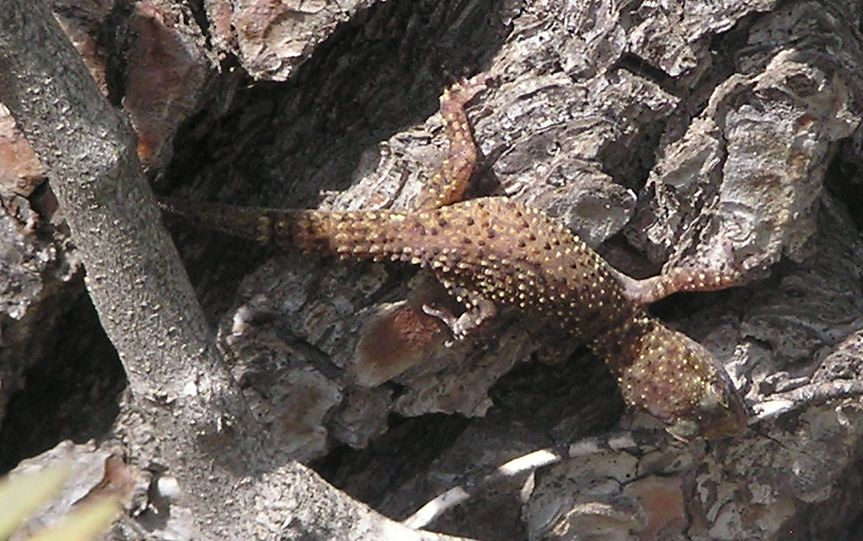
Hemidactylus turcicus

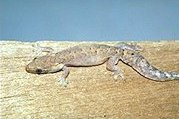
Lepidodactylus lugubris

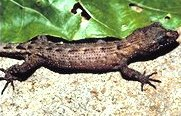
Nactus pelagicus

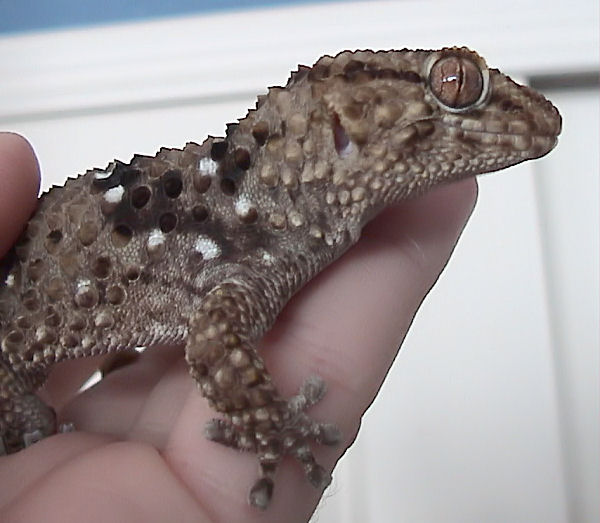
Bibron-gekkó (Pachydactylus bibronii)

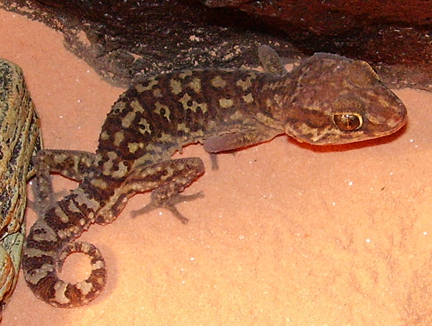
Madagaszkári gekkó (Paroedura pictus)

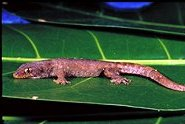
Perochirus ateles

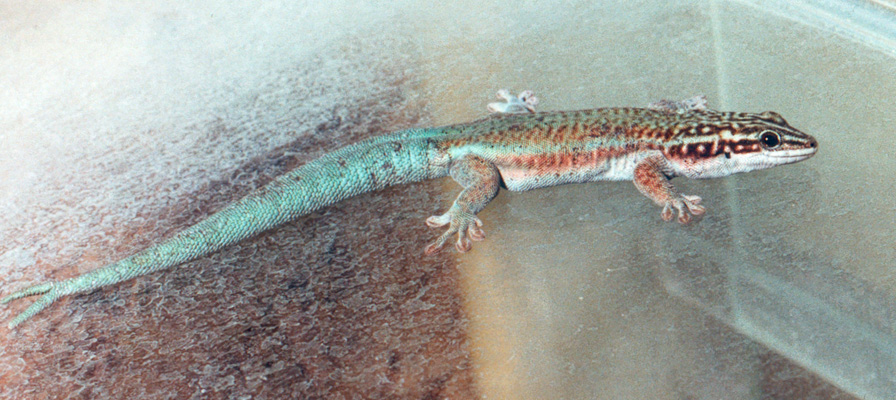
Phelsuma barbouri

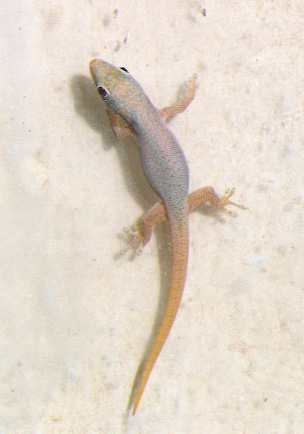
Fiatal Phelsuma dubia

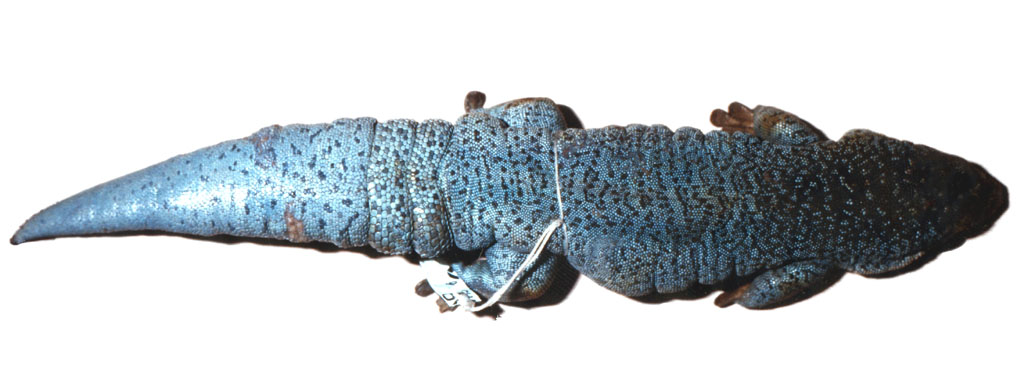
Rodriguez-szigeti nappaligekkó (Phelsuma edwardnewtoni)

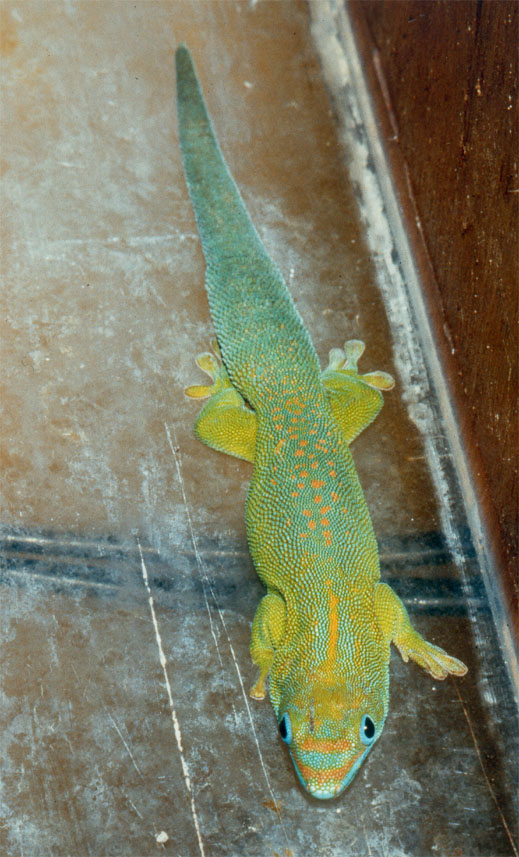
Phelsuma flavigularis

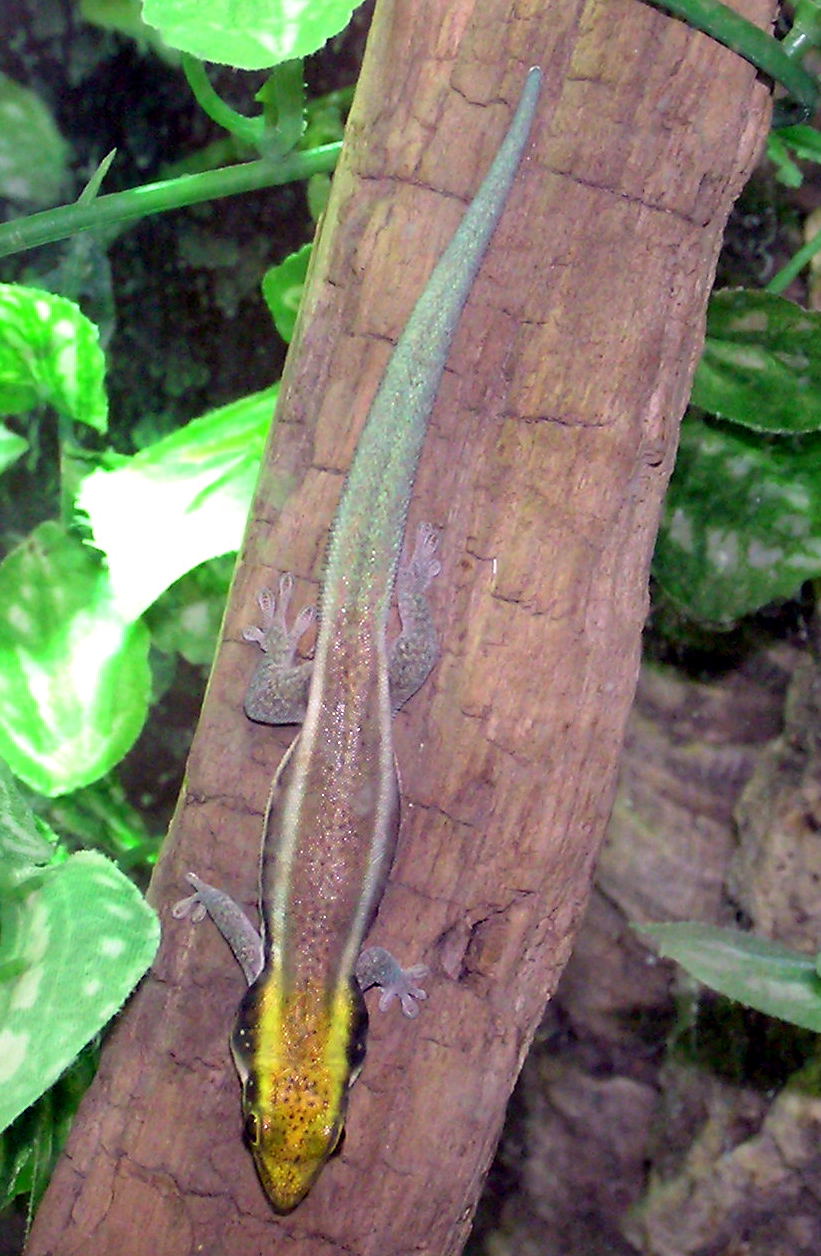
Phelsuma klemmeri

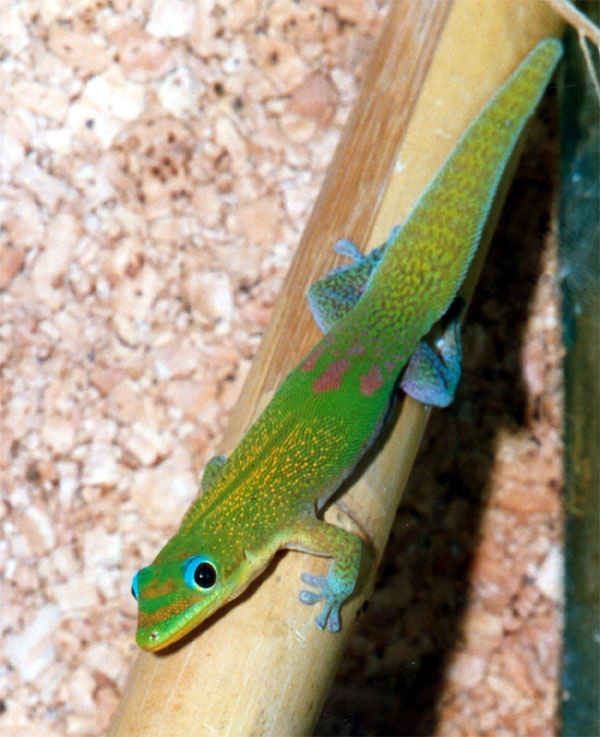
Aranyporos nappaligekkó (Phelsuma laticauda)

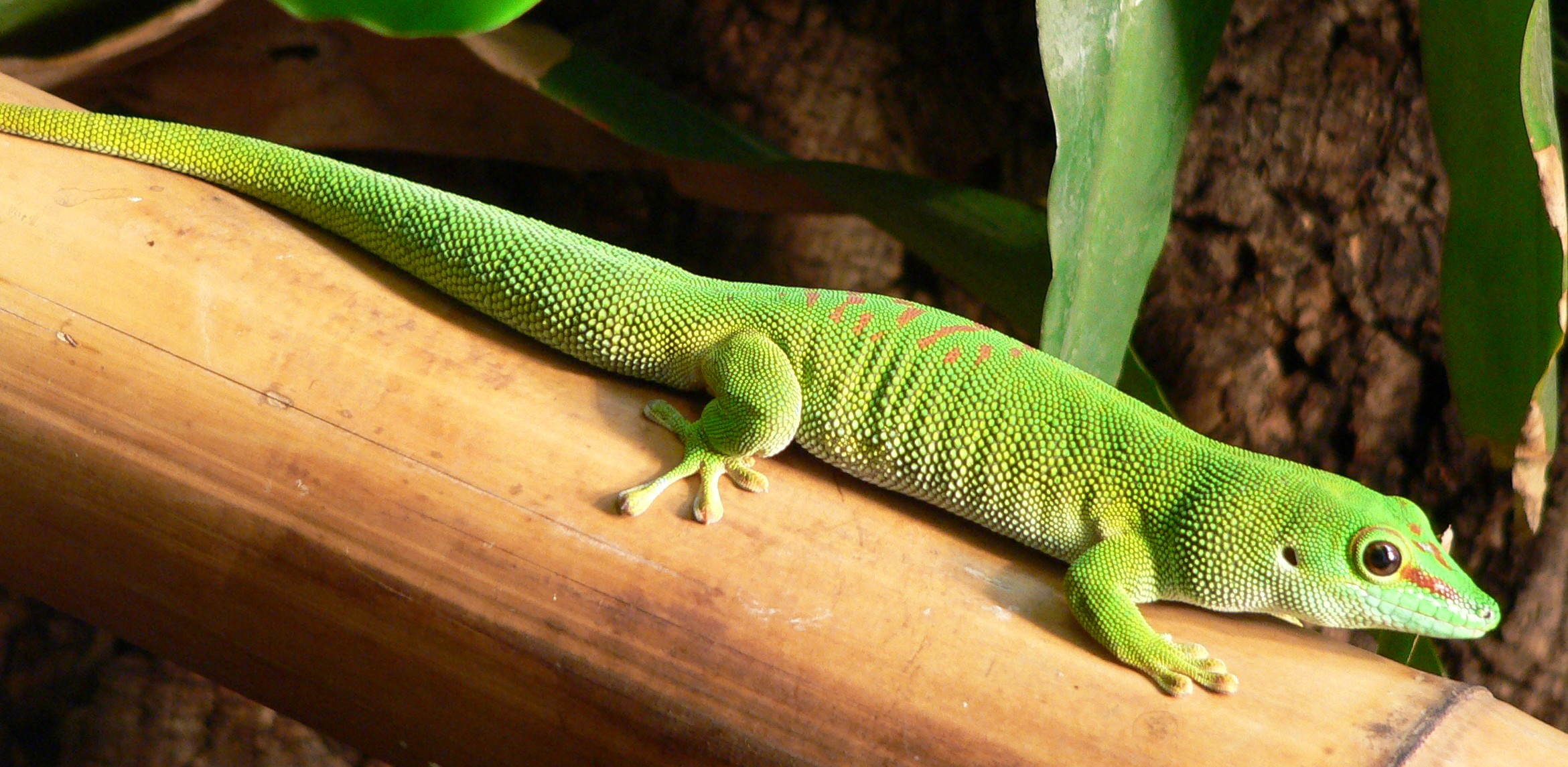
Madagaszkári nappaligekkó (Phelsuma madagascariensis)

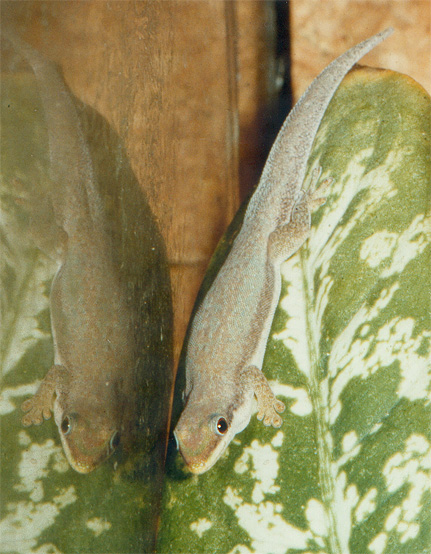
Phelsuma modesta

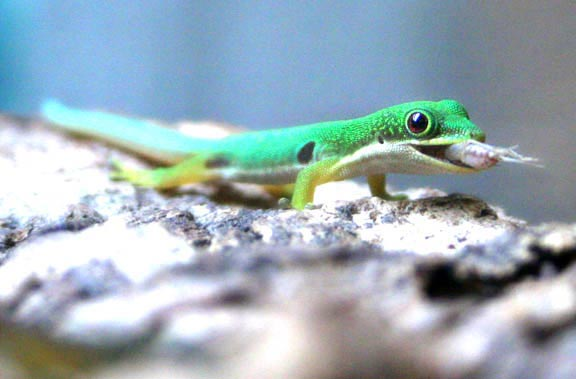
Phelsuma quadriocellata

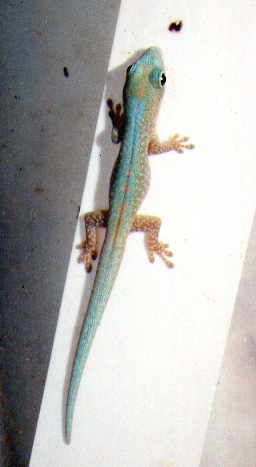
Fiatal Phelsuma robertmertensi

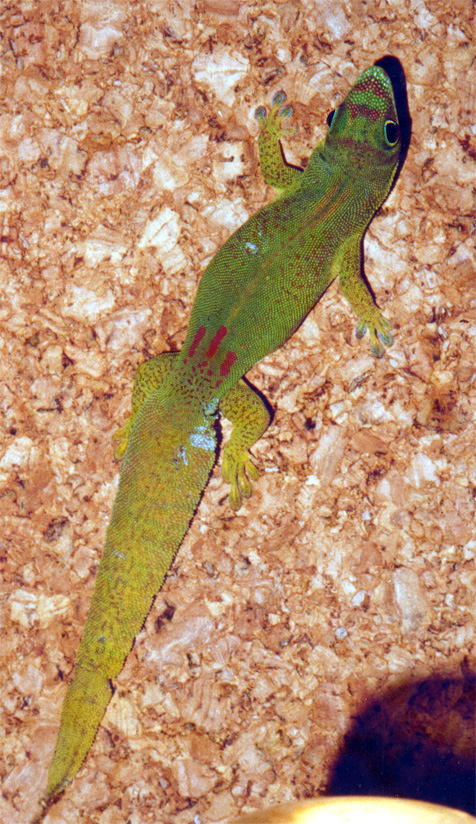
Hím Phelsuma serraticauda

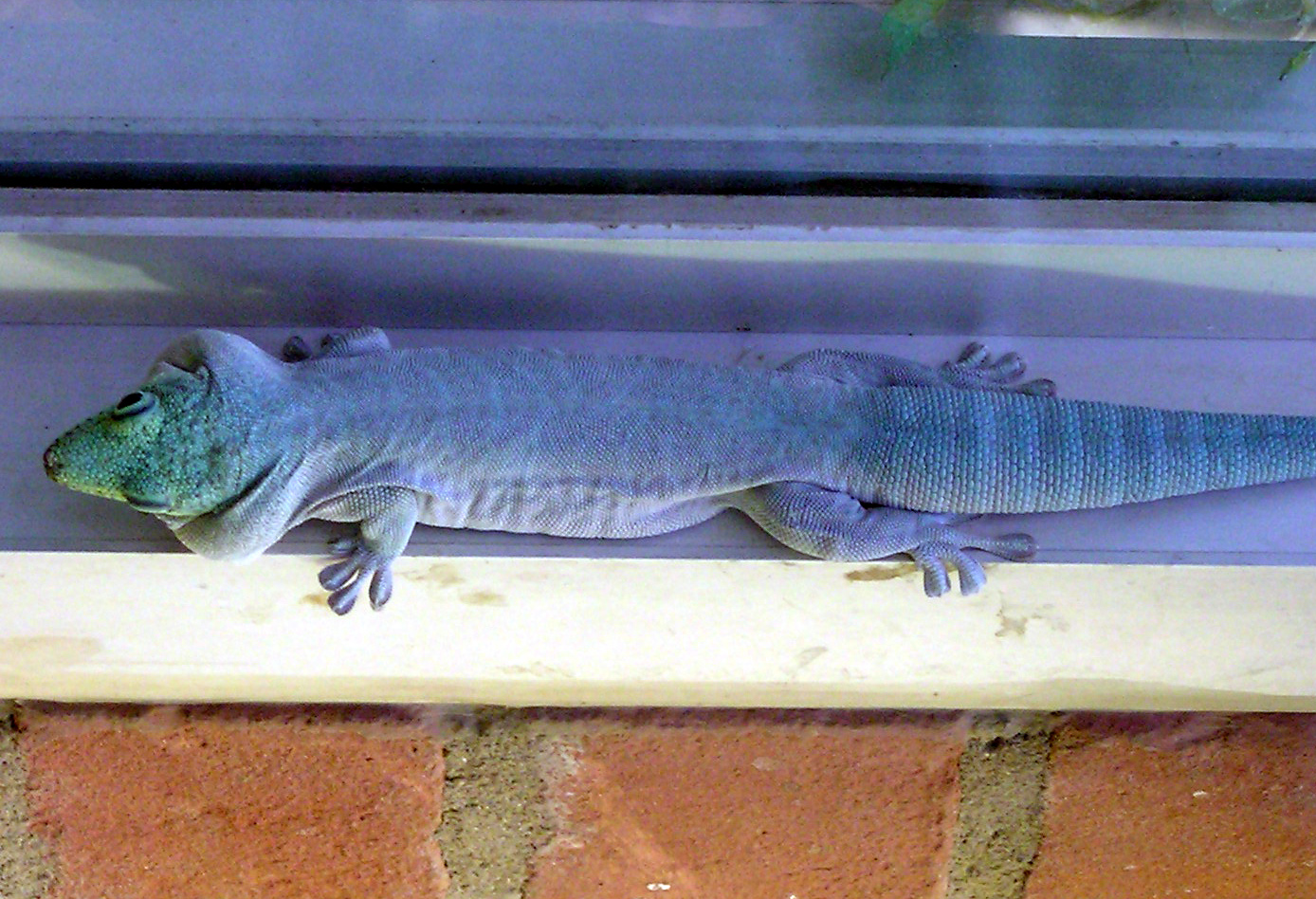
Phelsuma standingi

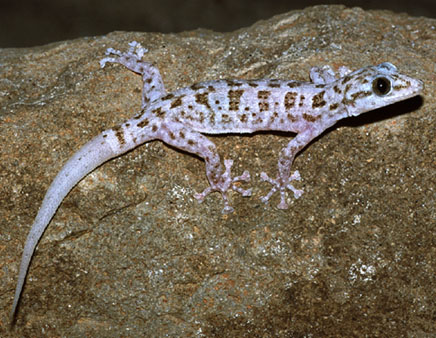
Phyllodactylus angustidigitus

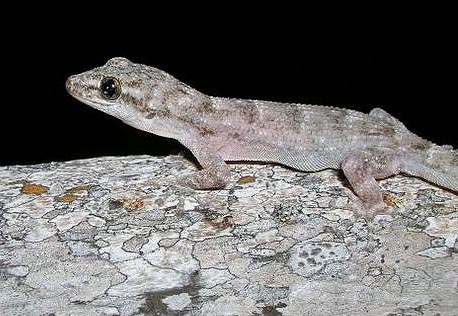
Phyllodactylus kofordi

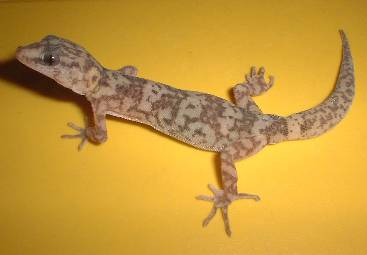
Phyllodactylus xanti

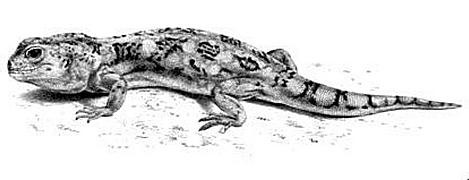
Ptenopus garrulus

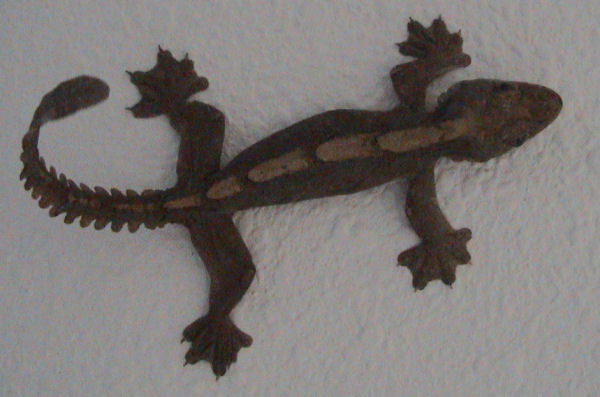
Lebenyes gekkó (Ptychozoon kuhli)

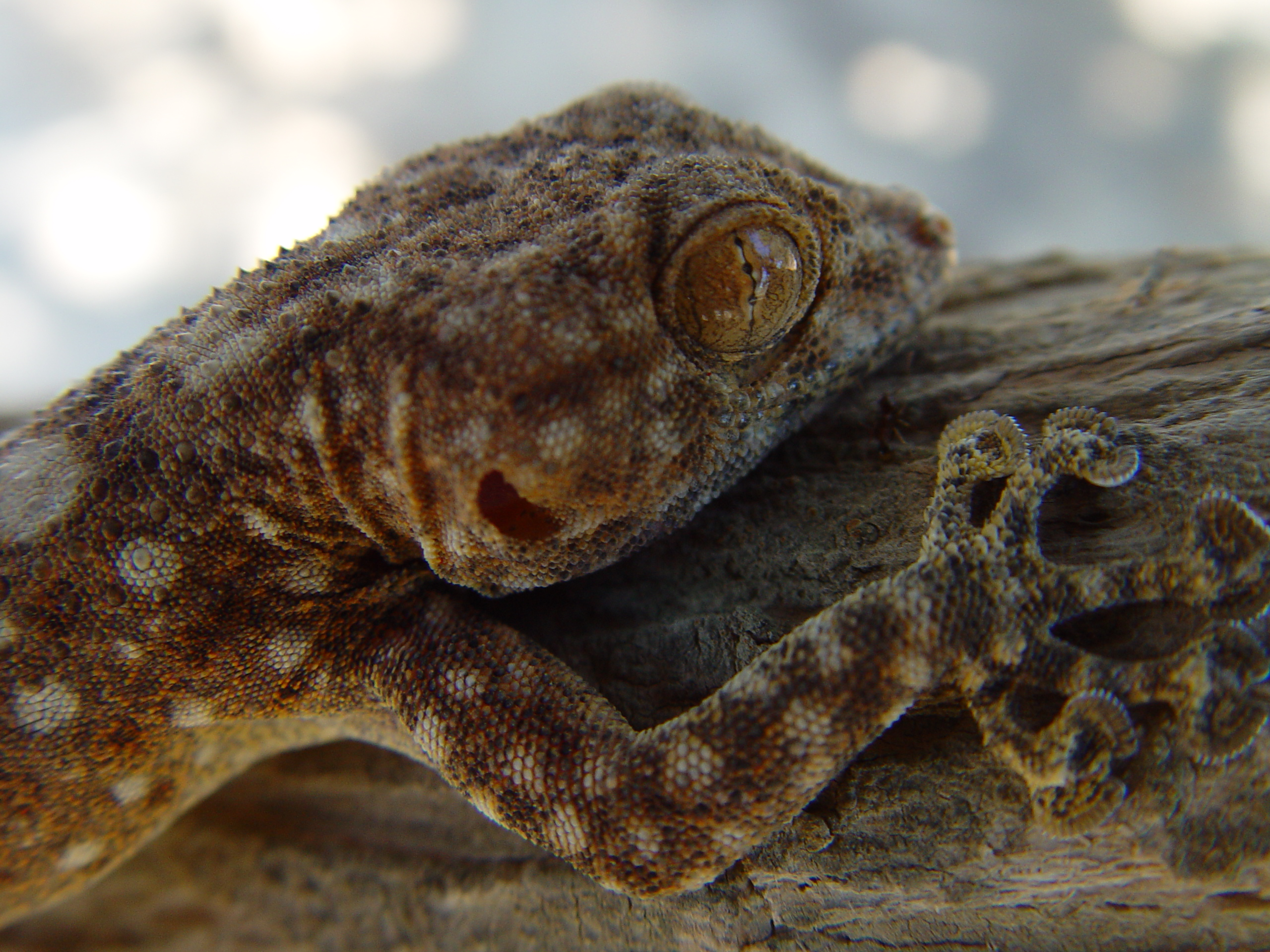
Legyezőujjú gekkó (Ptyodactylus hasselquistii)

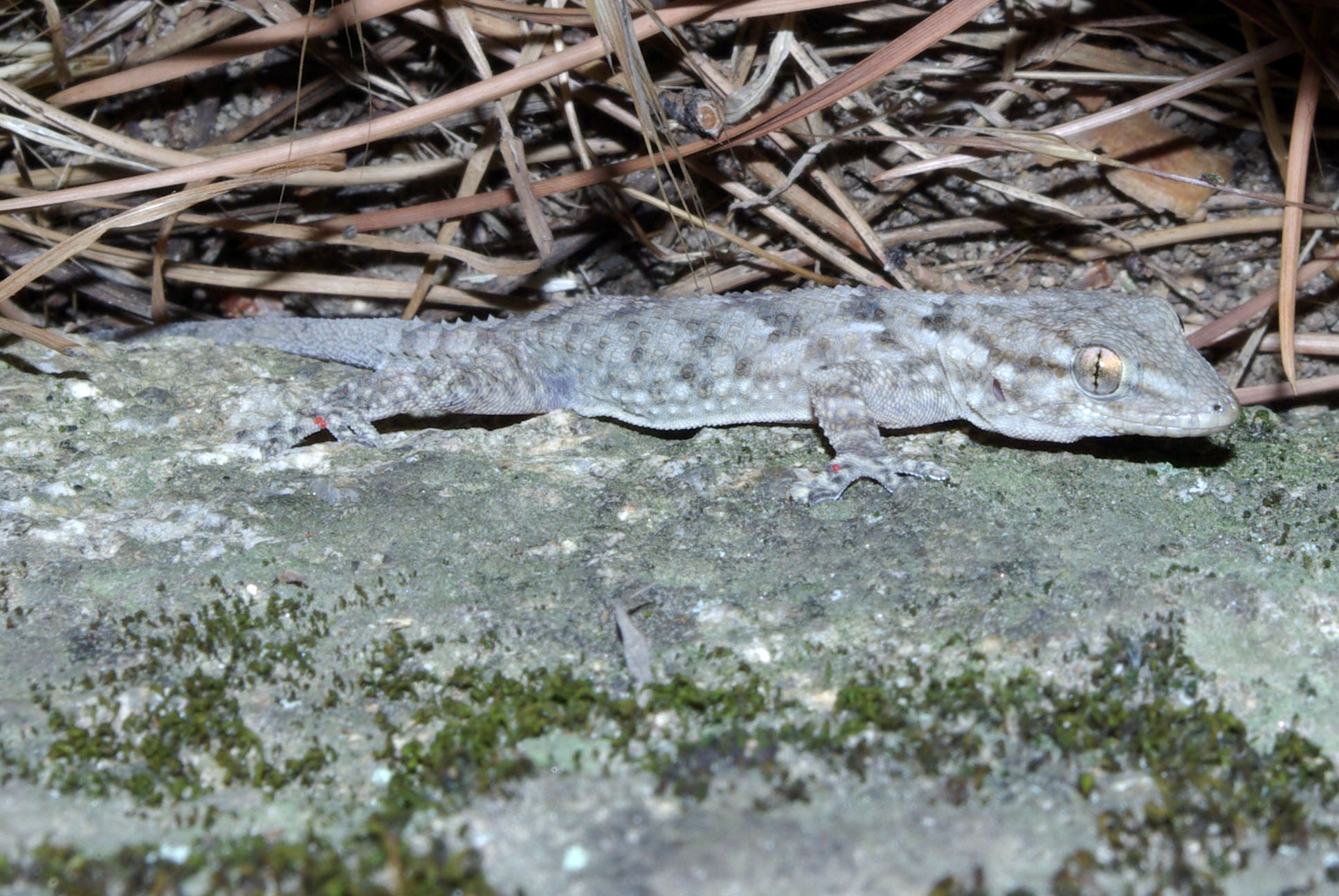
Fali gekkó (Tarentola mauritanica)

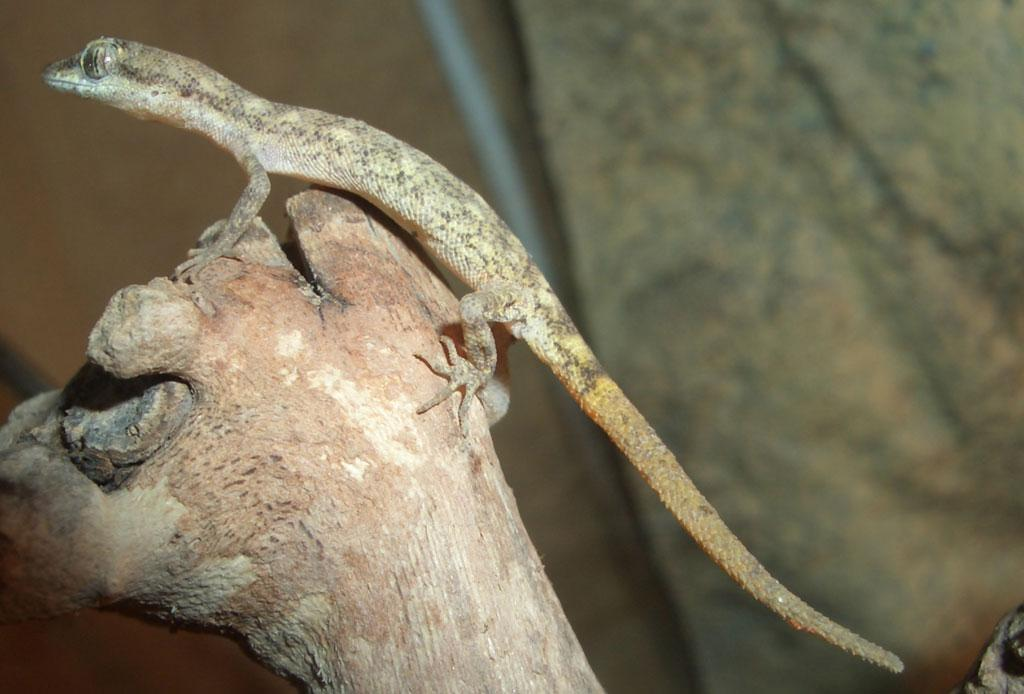
Tropiocolotes steudneri

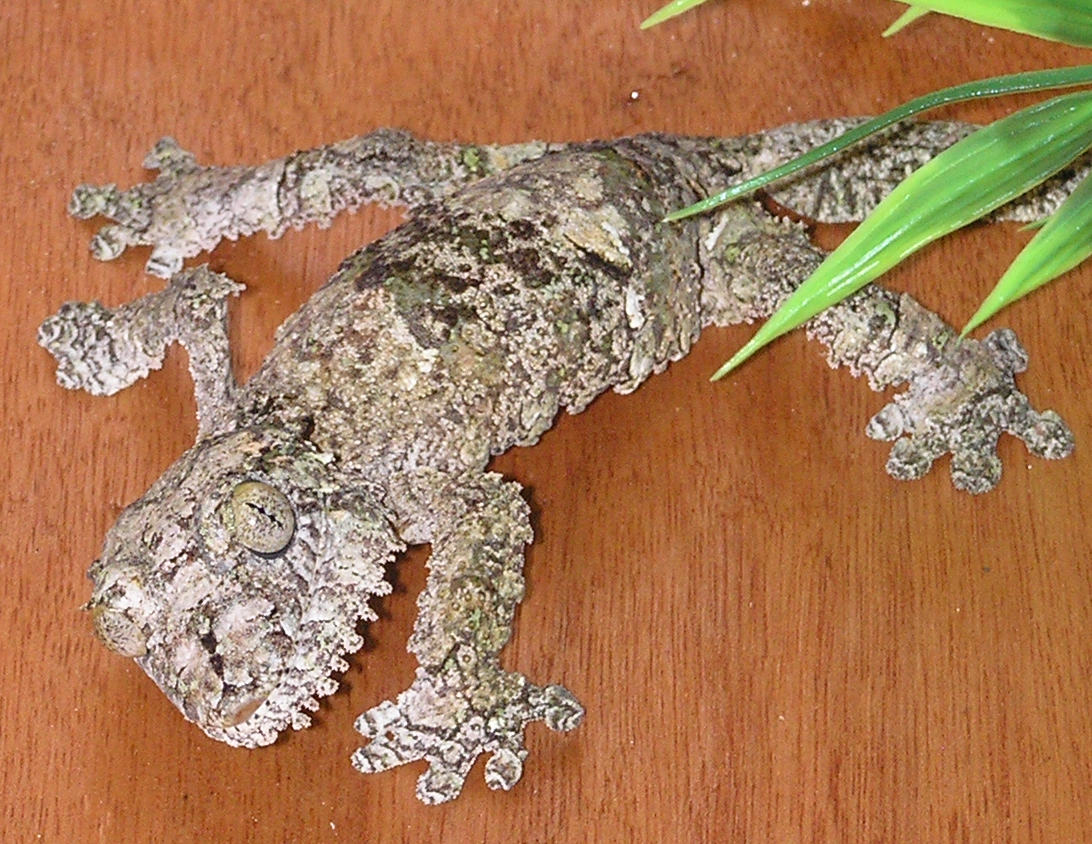
Déli laposfarkúgekkó (Uroplatus sikorae)

A valódi gekkók (Gekkoninae) a hüllők (Reptilia) osztályába a  pikkelyes hüllők (Squamata) rendjébe, a gekkóalakúak (Gekkota) alrendjébe és a gekkófélék (Gekkonidae) családjába tartozó alcsalád. 74 nem és 990 faj tartozik az alcsaládba.

## Rendszerezésük
Az alcsaládba az alábbi nemek és fajok tartoznak:
- Afroedura (Loveridge, 1944) – 9 faj
- Afrogecko (Bauer, Good & Branch, 1997) – 3 faj
  - Afrogecko ansorgii
  - Afrogecko porphyreus
  - Afrogecko swartbergensis
- Agamura (Blanford, 1874) – 3 faj
  - Agamura femoralis
  - Agamura misonnei
  - Agamura persica
- Ailuronyx (Fitzinger, 1843) – 3 faj
  - Ailuronyx seychellensis
  - Ailuronyx tachyscopaeus
  - Ailuronyx trachygaster
- Alsophylax (Fitzinger, 1843) – 7 faj
  - Alsophylax boehmi
  - Alsophylax laevis
  - Alsophylax loricatus
  - Alsophylax pipiens
  - Alsophylax przewalskii
  - Alsophylax tadjikiensis
  - Alsophylax tokobajevi
- Aristelliger (Cope, 1862) – 7 faj
  - Aristelliger barbouri
  - Aristelliger cochranae
  - Aristelliger expectatus
  - Aristelliger georgeensis
  - Aristelliger hechti
  - Aristelliger lar
  - Aristelliger praesignis
- Asaccus (Dixon & Anderson, 1973) – 7 faj
  - Asaccus caudivolvulus
  - Asaccus elisae
  - Asaccus gallagheri
  - Asaccus griseonotus
  - Asaccus kermanshahensis
  - Asaccus montanus
  - Asaccus platyrhynchus
- Asiocolotes (Kluge, 1994) – 2 faj
  - Asiocolotes depressus
  - Asiocolotes levitoni
- Blaesodactylus (Boettger, 1893) – 3 faj
  - Blaesodactylus antongilensis
  - Blaesodactylus boivini
  - Blaesodactylus sakalava
- Bogertia (Loveridge, 1941) – 1 faj
  - Bogertia lutzae
- Briba (Amaral, 1935) – 1 faj
  - Briba brasiliana
- Bunopus (Blanford, 1874) – 4 faj
  - Bunopus tuberculatus
  - Bunopus spatalurus
  - Bunopus crassicauda
  - Bunopus blanfordii
- Calodactylodes (Bauer & Günther, 1991) – 2 faj
  - Calodactylodes aureus
  - Calodactylodes illingworthi
- Carinatogecko (Golubev & Shcherbak, 1981) – 2 faj
  - Carinatogecko aspratilis
  - Carinatogecko heteropholis
- Chondrodactylus (Peters, 1870) – 1 faj
  - Chondrodactylus angulifer
- Christinus (Wells & Wellington, 1983) – 2 faj
  - Christinus guentheri
  - márványos levélujjúgekkó (Christinus marmoratus)
- Cnemaspis (Strauch, 1842) – 56 faj
  - Cnemaspis affinis
  - Cnemaspis africana
  - Cnemaspis alantika
  - Cnemaspis alwisi
  - Cnemaspis anaikattiensis
  - Cnemaspis argus
  - Cnemaspis assamensis
  - Cnemaspis barbouri
  - Cnemaspis baueri
  - Cnemaspis beddomei
  - Cnemaspis boiei
  - Cnemaspis boulengerii
  - Cnemaspischanthaburiensis
  - Cnemaspis dezwaani
  - Cnemaspis dickersoni
  - Cnemaspis dilepis
  - Cnemaspis dringi
  - Cnemaspis flavolineata
  - Cnemaspis gigas
  - Cnemaspis goaensis
  - Cnemaspis gordongekkoi
  - Cnemaspis heteropholis
  - Cnemaspis indica
  - Cnemaspis indraneildasii
  - Cnemaspis jacobsoni
  - Cnemaspis jerdonii
  - Cnemaspis kandiana
  - Cnemaspis kendallii
  - Cnemaspis koehleri
  - Cnemaspis kumarasinghei
  - Cnemaspis kumpoli
  - Cnemaspis limi
  - Cnemaspis littoralis
  - Cnemaspis modiglianii
  - Cnemaspis molligodai
  - Cnemaspis nairi
  - Cnemaspis nigridia
  - Cnemaspis occidentalis
  - Cnemaspis ornata
  - Cnemaspis otai
  - Cnemaspis pterodroma
  - Cnemaspis phuketensis
  - Cnemaspis podihuna
  - Cnemaspis quattuorseriata
  - Cnemaspis ranwellai
  - Cnemaspis retigalensis
  - Cnemaspis samanalensis
  - Cnemaspis siamensis
  - Cnemaspis sisparensis
  - Cnemaspis spinicollis
  - Cnemaspis timoriensis
  - Cnemaspis tropidogaster
  - Cnemaspis uzungwae
  - Cnemaspis whittenorum
  - Cnemaspis wynadensis
  - Cnemaspis yercaudensis
- Coleodactylus (Parker, 1926) – 4 faj
  - Coleodactylus brachystoma
  - Coleodactylus meridionalis
  - Coleodactylus natalensis
  - Coleodactylus septentrionalis
- Colopus – 1 faj
  - Colopus wahlbergii
- Cosymbotus (Fitzinger, 1843) – 2 faj
  - Cosymbotus craspedotus
  - Cosymbotus platyurus
- Crossobamon (Boettger, 1888) – 2 faj
  - Crossobamon eversmanni
  - Crossobamon orientalis
- Cryptactites (Bauer, Good & Branch, 1997) – 1 faj 
  - Cryptactites peringueyi
- Cyrtodactylus (Gray, 1827) – 88 faj
  - Cyrtodactylus aaroni
  - Cyrtodactylus abrae
  - Cyrtodactylus adleri
  - Cyrtodactylus aequalis
  - Cyrtodactylus agusanensis
  - Cyrtodactylus angularis
  - Cyrtodactylus annandalei
  - Cyrtodactylus annulatus
  - Cyrtodactylus aravallensis
  - Cyrtodactylus aurensis
  - Cyrtodactylus ayeyarwadyensis
  - Cyrtodactylus baluensis
  - Cyrtodactylus basoglui
  - Cyrtodactylus brevidactylus
  - felemás karmosgekkó (Cyrtodactylus biordinis)
  - Cyrtodactylus buchardi
  - Cyrtodactylus brevipalmatus
  - Cyrtodactylus cavernicolus
  - Cyrtodactylus chanhomeae
  - Cyrtodactylus collegalensis
  - Cyrtodactylus condorensis
  - Cyrtodactylus consobrinoides
  - Cyrtodactylus consobrinus
  - Cyrtodactylus cracens
  - Cyrtodactylus chrysopylos
  - Cyrtodactylus darmandvillei
  - Cyrtodactylus deccanensis
  - Cyrtodactylus derongo
  - Cyrtodactylus deveti
  - Cyrtodactylus edwardtaylori
  - Cyrtodactylus elok
  - Cyrtodactylus feae
  - Cyrtodactylus fraenatus
  - Cyrtodactylus gansi
  - Cyrtodactylus gubernatoris
  - Cyrtodactylus ingeri
  - Cyrtodactylus interdigitalis
  - Cyrtodactylus intermedius
  - Cyrtodactylus irianjayaensis
  - Cyrtodactylus irregularis
  - Cyrtodactylus jarujini
  - Cyrtodactylus jellesmae
  - Cyrtodactylus khasiensis
  - Cyrtodactylus laevigatus
  - Cyrtodactylus lateralis
  - Cyrtodactylus loriae
  - hosszúujjú karmosgekkó (Cyrtodactylus louisiadensis)
  - Cyrtodactylus malayanus
  - Cyrtodactylus malcomsmithi
  - Cyrtodactylus mansarulus
  - Cyrtodactylus marmoratus
  - Cyrtodactylus matsuii
  - Cyrtodactylus mimikanus
  - Cyrtodactylus murua
  - Cyrtodactylus nebulosus
  - Cyrtodactylus novaeguineae
  - Cyrtodactylus oldhami
  - Cyrtodactylus papilionoides
  - Cyrtodactylus papuensis
  - Cyrtodactylus peguensis
  - Cyrtodactylus philippinicus
  - Cyrtodactylus phongnhakebangensis
  - Cyrtodactylus pubisulcus
  - Cyrtodactylus pulchellus
  - Cyrtodactylus quadrivirgatus
  - Cyrtodactylus ramboda
  - Cyrtodactylus redimiculus
  - Cyrtodactylus rubidus
  - Cyrtodactylus russelli
  - Cyrtodactylus sadleiri
  - Cyrtodactylus semenanjungensis
  - Cyrtodactylus seribuatensis
  - Cyrtodactylus sermowaiensis
  - Cyrtodactylus slowinskii
  - Cyrtodactylus soba
  - Cyrtodactylus stoliczkai
  - Cyrtodactylus subsolanus
  - Cyrtodactylus sumonthai
  - Cyrtodactylus sworderi
  - Cyrtodactylus thirakhupti
  - Cyrtodactylus tibetanus
  - Cyrtodactylus tigroides
  - Cyrtodactylus tiomanensis
  - Cyrtodactylus variegatus
  - Cyrtodactylus wakeorum
  - Cyrtodactylus walli
  - Cyrtodactylus wetariensis
  - Cyrtodactylus yoshii
- Cyrtopodion (Fitzinger, 1834) – 36 faj
  - Cyrtopodion agamuroides
  - Cyrtopodion amictopholis
  - Cyrtopodion battalensis
  - Cyrtopodion baturensis
  - Cyrtopodion brevipes
  - Cyrtopodion caspius
  - Cyrtopodion chitralensis vagy Cyrtopodion walli
  - Cyrtopodion dattanensis
  - Cyrtopodion elongatus
  - Cyrtopodion fasciolatus
  - Cyrtopodion fedtschenkoi
  - Cyrtopodion fortmunroi
  - Cyrtopodion gastropholis
  - Cyrtopodion heterocercus
  - Cyrtopodion himalayanus
  - Cyrtopodion indusoani
  - Cyrtopodion kachhensis
  - Cyrtopodion kirmanensis
  - Cyrtopodion kohsulaimanai
  - égei csupaszujjú gekkó vagy Kotschy gekkója  (Cyrtopodion kotschyi)
  - Cyrtopodion lawderanus
  - Cyrtopodion longipes
  - Cyrtopodion medogensis
  - Cyrtopodion mintoni
  - Cyrtopodion montiumsalsorum
  - Cyrtopodion narynensis
  - Cyrtopodion potoharensis
  - Cyrtopodion rhodocaudus
  - Cyrtopodion rohtasfortai
  - Cyrtopodion russowii
  - Cyrtopodion sagittifer
  - Cyrtopodion scabrum
  - Cyrtopodion spinicaudus
  - Cyrtopodion turcmenicus
  - Cyrtopodion voraginosus
  - Cyrtopodion watsoni
- Dixonius (Bauer, Good & Branch, 1997) 4 faj
  - Dixonius hangseesom
  - Dixonius melanostictus
  - Dixonius siamensis
  - Dixonius vietnamensis
- Dravidogecko (Smith, 1933) – 1 faj
  - Dravidogecko anamallensis
- Ebenavia (Boettger, 1878) – 2 faj
  - Ebenavia inunguis
  - Ebenavia maintimainty
- Euleptes (Fitzinger, 1843) – 1 faj
  - Lemezesujjú gekkó (Euleptes europaea vagy Phyllodactylus europaeus)
- Geckolepis (Grandidier, 1867) – 5 faj
  - Geckolepis anomala
  - Geckolepis maculata
  - Geckolepis petiti
  - Geckolepis polylepis
  - Geckolepis typica
- Geckonia – 1 faj
  - Geckonia chazaliae vagy Tarentola chazaliae
- Gehyra – (Gray, 1834) – 37 faj
  - Gehyra angusticaudata
  - Gehyra australis
  - Gehyra baliola
  - Gehyra barea
  - Gehyra borroloola
  - Gehyra brevipalmata
  - Gehyra butleri
  - Gehyra catenata
  - Gehyra dubia
  - Gehyra fehlmanni
  - Gehyra fenestra
  - Gehyra intermedia
  - Gehyra interstitialis
  - Gehyra kimberleyi
  - Gehyra koira
  - Gehyra lacerata
  - Gehyra lampei
  - Gehyra leopoldi
  - Gehyra marginata
  - Gehyra membranacruralis
  - Gehyra minuta
  - Gehyra montium
  - Gehyra mutilata
  - Gehyra nana
  - Gehyra occidentalis
  - Gehyra oceanica
  - Gehyra pamela
  - Gehyra papuana
  - Gehyra pilbara
  - Gehyra punctata
  - Gehyra purpurascens
  - Gehyra robusta
  - Gehyra variegata
  - Gehyra vorax
  - Gehyra xenopus

- Gekko (Laurenti, 1768) – 32 faj
  - Gekko athymus
  - Gekko auriverrucosus
  - Gekko badenii
  - Gekko chinensis
  - Gekko ernstkelleri
  - pöttyös gekkó vagy tokee (Gekko gecko)
  - Gekko gigante
  - Gekko grossmanni
  - Gekko hokouensis
  - Gekko japonicus
  - Gekko kikuchii
  - Gekko mindorensis
  - Gekko monarchus
  - Gekko palawanensis
  - Gekko palmatus
  - Gekko petricolus
  - Gekko porosus
  - Gekko romblon
  - Gekko scabridus
  - Gekko scienciadventura
  - Gekko siamensis
  - Gekko similignum
  - zöldszemű gekkó (Gekko smithii)
  - Gekko subpalmatus
  - Gekko swinhonis
  - Gekko taibaiensis
  - Gekko tawaensis
  - Gekko taylori
  - Gekko ulikovskii
  - Gekko verreauxi
  - sávos gekkó (Gekko vittatus)
  - Gekko yakuensis
- Goggia (Bauer, Good & Branch, 1997) – 8 faj
  - Goggia braacki
  - Goggia essexi
  - Goggia gemmula
  - Goggia hewitti
  - Goggia hexapora
  - Goggia lineata
  - Goggia microlepidota
  - Goggia rupicola
- Gonatodes (Fitzinger, 1843) – 20 faj
  -  Gonatodes albogularis
  - Gonatodes alexandermendesi
  - Gonatodes annularis
  - Gonatodes antillensis
  - Gonatodes atricucullaris
  - Gonatodes caudiscutatus
  - Gonatodes ceciliae
  - kolumbiai gekkó (Gonatodes concinnatus)
  - Gonatodes purpurogularis
  - Gonatodes eladioi
  - Gonatodes falconensis
  - Gonatodes hasemani
  - braziliai gekkó (Gonatodes humeralis)
  - Gonatodes ocellatus
  - Gonatodes petersi
  - Gonatodes purpurogularis
  - Gonatodes seigliei
  - Gonatodes taniae
  - Gonatodes tapajonicus
  - Gonatodes vittatus
- Gonydactylus (Kuhl & van Hasselt, 1822) – 4 faj
  - Gonydactylus markuscombaii
  - Gonydactylus martinstolli
  - Gonydactylus nepalensis
  - Gonydactylus paradoxus
- Gymnodactylus (Spix, 1825) – 4 faj
  - Gymnodactylus carvalhoi
  - Gymnodactylus darwinii
  - Gymnodactylus geckoides
  - Gymnodactylus guttulatus
- Haemodracon (Bauer, Good & Branch, 1997) – 2 faj
  - Haemodracon riebeckii
  - Haemodracon trachyrhinus
- Hemidactylus Oken, 1817 – 119 faj
- Hemiphyllodactylus (Bleeker, 1860) – 4 faj
  - Hemiphyllodactylus aurantiacus
  - Hemiphyllodactylus larutensis
  - Hemiphyllodactylus typus
  - Hemiphyllodactylus yunnanensis
- Heteronotia (Wermuth, 1965) – 3 faj
  - Heteronotia binoei
  - Heteronotia planiceps
  - Heteronotia spelea
- Homonota (Gray, 1845) – 10 faj
  - Homonota andicola
  - Homonota borellii
  - Homonota darwinii
  - Homonota fasciata
  - Homonota gaudichaudii
  - Homonota horrida
  - Homonota penai
  - Homonota underwoodi
  - Homonota uruguayensis
  - Homonota whitii
- Homopholis (Boulenger, 1885) – 3 faj
  - Homopholis fasciata
  - Homopholis mulleri
  - Homopholis walbergii
- Lepidoblepharis (Peracca, 1897) – 17 faj
  - Lepidoblepharis buchwaldi
  - Lepidoblepharis colombianus
  - Lepidoblepharis duolepis
  - Lepidoblepharis festae
  - Lepidoblepharis grandis
  - Lepidoblepharis heyerorum
  - Lepidoblepharis hoogmoedi
  - Lepidoblepharis intermedius
  - Lepidoblepharis microlepis
  - Lepidoblepharis miyatai
  - Lepidoblepharis montecanoensis
  - Lepidoblepharis oxycephalus
  - Lepidoblepharis peraccae
  - Lepidoblepharis ruthveni
  - Lepidoblepharis sanctaemartae
  - Lepidoblepharis williamsi
  - Lepidoblepharis xanthostigma
- Lepidodactylus (Fitzinger, 1843) – 31 faj
  - Lepidodactylus aureolineatus
  - Lepidodactylus balioburius
  - Lepidodactylus browni
  - Lepidodactylus christiani
  - Lepidodactylus euaensis
  - Lepidodactylus flaviocularis
  - Lepidodactylus gardineri
  - Lepidodactylus guppyi
  - Lepidodactylus herrei
  - Lepidodactylus intermedius
  - Lepidodactylus listeri
  - Lepidodactylus lombocensis
  - Gyászos gekkó (Lepidodactylus lugubris)
  - Lepidodactylus magnus
  - Lepidodactylus manni
  - Lepidodactylus moestus
  - Lepidodactylus mutahi
  - Lepidodactylus novaeguineae
  - Lepidodactylus oortii
  - Lepidodactylus orientalis
  - Lepidodactylus paurolepis
  - Lepidodactylus planicaudus
  - Lepidodactylus pulcher
  - Lepidodactylus pumilus
  - Lepidodactylus pusillus
  - Lepidodactylus ranauensis
  - Lepidodactylus shebae
  - Lepidodactylus tepukapili
  - Lepidodactylus vanuatuensis
  - Lepidodactylus woodfordi
  - Lepidodactylus yami
- Luperosaurus (Gray, 1845) – 10 faj
  - Luperosaurus brooksii
  - Luperosaurus browni
  - Luperosaurus cumingii
  - Luperosaurus iskandari
  - Luperosaurus joloensis
  - Luperosaurus kubli
  - Luperosaurus macgregori
  - Luperosaurus palawanensis
  - Luperosaurus serraticaudus
  - Luperosaurus yasumai
- Lygodactylus (Gray, 1864) – 59 faj
  - Lygodactylus angolensis
  - Lygodactylus angularis
  - Lygodactylus arnoulti
  - Lygodactylus bernardi
  - Lygodactylus blancae
  - Lygodactylus blanci
  - Lygodactylus bradfieldi
  - Lygodactylus broadleyi
  - Lygodactylus capensis
  - Lygodactylus chobiensis
  - Lygodactylus conradti
  - Lygodactylus conraui
  - Lygodactylus decaryi
  - Lygodactylus depressus
  - Lygodactylus expectatus
  - Lygodactylus fischeri
  - Lygodactylus grandisonae
  - Lygodactylus graniticolus
  - Lygodactylus gravis
  - Lygodactylus guibei
  - Lygodactylus gutturalis
  - Lygodactylus heterurus
  - Lygodactylus howelli
  - Lygodactylus inexpectatus
  - Lygodactylus insularis
  - Lygodactylus intermedius
  - Lygodactylus keniensis
  - Lygodactylus kimhowelli
  - Lygodactylus klemmeri
  - Lygodactylus klugei
  - Lygodactylus lawrencei
  - sárgafejű törpegekkó (Lygodactylus luteopicturatus)
  - Lygodactylus madagascariensis
  - Lygodactylus manni
  - Lygodactylus methueni
  - Lygodactylus miops
  - Lygodactylus mirabilis
  - Lygodactylus montanus
  - Lygodactylus nigropunctatus
  - Lygodactylus ocellatus
  - Lygodactylus ornatus
  - Lygodactylus pauliani
  - cifra gekkó (Lygodactylus picturatus)
  - Lygodactylus pictus
  - Lygodactylus praecox
  - Lygodactylus rarus
  - Lygodactylus rex
  - Lygodactylus scheffleri
  - Lygodactylus scorteccii
  - Lygodactylus septemtuberculatus
  - Lygodactylus somalicus
  - Lygodactylus stevensoni
  - Lygodactylus thomensis
  - Lygodactylus tolampyae
  - Lygodactylus tuberosus
  - Lygodactylus verticillatus
  - Lygodactylus waterbergensis
  - Lygodactylus wetzeli
  - Lygodactylus williamsi
- Matoatoa (Nussbaum, 1998) – 2 faj
  - Matoatoa brevipes
  - Matoatoa spannringi
- Microscalabotes (Boulenger, 1883) – 1 faj
  - Microscalabotes bivittis
- Nactus (Kluge, 1983) – 10 faj
  - Nactus acutus
  - Nactus cheverti
  - Nactus coindemirensis
  - Nactus eboracensis
  - Nactus galgajuga
  - Nactus multicarinatus
  - óceáni gekkó (Nactus pelagicus)
  - Nactus serpensinsula vagy Cyrtodactylus serpensinsula
  - Nactus sphaerodactylodes
  - Vankampen-gekkó (Nactus vankampeni)
- Narudasia (Methuen & Hewitt, 1914) – 1 faj
  - Narudasia festiva
- Pachydactylus (Wiegmann, 1834) – 45 faj
  - Pachydactylus acuminatus
  - Pachydactylus affinis
  - Pachydactylus amoenus
  - Pachydactylus atorquatus
  - Pachydactylus austeni
  - Pachydactylus barnardi
  - Bibron-gekkó (Pachydactylus bibronii)
  - Pachydactylus bicolor
  - Pachydactylus capensis
  - Pachydactylus caraculicus
  - Pachydactylus fasciatus
  - Pachydactylus formosus
  - Pachydactylus gaiasensis
  - Pachydactylus geitje
  - Pachydactylus haackei
  - Pachydactylus kladaroderma
  - Pachydactylus kobosensis
  - Pachydactylus kochii
  - Pachydactylus labialis
  - Pachydactylus laevigatus
  - Pachydactylus maculatus
  - Pachydactylus mariquensis
  - Pachydactylus montanus
  - Pachydactylus monticolus
  - Pachydactylus namaquensis
  - Pachydactylus oculatus
  - Pachydactylus oreophilus
  - Pachydactylus oshaughnessyi
  - Pachydactylus parascutatus
  - Pachydactylus punctatus
  - Pachydactylus purcelli
  - Pachydactylus rugosus
  - Pachydactylus sansteyni
  - Pachydactylus scherzi
  - Pachydactylus scutatus
  - Pachydactylus serval
  - Pachydactylus tetensis
  - tigrisgekkó (Pachydactylus tigrinus)
  - Pachydactylus tsodiloensis
  - Pachydactylus tuberculosus
  - Pachydactylus turneri
  - Pachydactylus vansoni
  - Pachydactylus waterbergensis
  - Pachydactylus weberi
  - Pachydactylus werneri
- Palamtogekko – 2 faj
- namíbiai hártyásujjúgekkó (Palmatogekko rangei) vagy más néven (Pachydactylus rangei)
- namíbiai sivatagigekkó (Palmatogekko vanzylii) vagy más néven (Pachydactylus vanzyli)
- Paragehyra (Angel, 1929) – 2 faj
  - Paragehyra gabriellae
  - Paragehyra petiti
- Paroedura (Günther, 1879) – 15 faj
  - Paroedura androyensis
  - Paroedura bastardi
  - Paroedura gracilis
  - Paroedura homalorhina
  - Paroedura karstophila
  - Paroedura lohatsara
  - Paroedura maingoka
  - Paroedura masobe
  - Paroedura oviceps
  - madagaszkári gekkó vagy tarka gekkó (Paroedura pictus vagy Paroedura picta)
  - Paroedura sanctijohannis
  - Paroedura stumpffi
  - Paroedura tanjaka
  - Paroedura vahiny
  - Paroedura vazimba
- Perochirus (Boulenger, 1885) – 3 faj
  - Perochirus ateles
  - Perochirus guentheri
  - Perochirus scutellatus
- Phelsuma Gray, 1825 – 49 faj
  - Phelsuma abbotti
  - andamán-szigeteki nappaligekkó (Phelsuma andamanense)
  - Phelsuma antanosy
  - Phelsuma astriata
  - Phelsuma barbouri
  - Phelsuma berghofi
  - Phelsuma beufotakensis
  - Phelsuma borbonica
  - Phelsuma breviceps
  - Phelsuma cepediana
  - Phelsuma chekei
  - Comore-szigeteki nappaligekkó (Phelsuma comorensis)
  - Phelsuma dubia
  - rodriguez-szigeti nappaligekkó (Phelsuma edwardnewtoni)
  - Phelsuma flavigularis
  - Phelsuma gigas – kihalt
  - Günther-gekkó (Phelsuma guentheri)
  - Phelsuma guimbeaui
  - Phelsuma guttata
  - Phelsuma hielscheri
  - Phelsuma inexpectata
  - Phelsuma kely
  - Phelsuma klemmeri
  - aranyporos nappaligekkó (Phelsuma laticauda)
  - Phelsuma leiogaster
  - Phelsuma lineata
  - Phelsuma longinsulae
  - madagaszkári nappaligekkó (Phelsuma madagascariensis)
  - Phelsuma malamakibo
  - Phelsuma masohoala
  - Phelsuma minuthi
  - Phelsuma modesta
  - Phelsuma mutabilis
  - Phelsuma nigra
  - Phelsuma nigristriata
  - Phelsuma ocellata
  - Phelsuma ornata
  - Phelsuma parkeri
  - Phelsuma pronki
  - Phelsuma pusilla
  - Phelsuma quadriocellata
  - Phelsuma robertmertensi
  - Phelsuma rosagularis
  - Phelsuma seippi
  - Phelsuma serraticauda
  - Standing-nappaligekkó (Phelsuma standingi)
  - Phelsuma sundbergi
  - Phelsuma trilineata
  - Phelsuma vanheygeni
- Phyllodactylus (Gray, 1828) – 47 faj
  - Phyllodactylus angelensis
  - Phyllodactylus angustidigitus
  - Phyllodactylus apricus
  - Phyllodactylus barringtonensis
  - Phyllodactylus baurii
  - Phyllodactylus bordai
  - Phyllodactylus bugastrolepis
  - Phyllodactylus clinatus
  - Phyllodactylus darwini
  - Phyllodactylus davisi
  - Phyllodactylus delcampoi
  - Phyllodactylus dixoni
  - Phyllodactylus duellmani
  - Phyllodactylus galapagensis
  - Phyllodactylus gerrhopygus
  - Phyllodactylus gilberti
  - Phyllodactylus heterurus
  - Phyllodactylus homolepidurus
  - Phyllodactylus inaequalis
  - Phyllodactylus insularis
  - Phyllodactylus interandinus
  - Phyllodactylus johnwrighti
  - Phyllodactylus julieni
  - Phyllodactylus kofordi
  - Phyllodactylus lanei
  - Phyllodactylus leei
  - Phyllodactylus lepidopygus
  - Phyllodactylus martini
  - Phyllodactylus microphyllus
  - Phyllodactylus muralis
  - Phyllodactylus nocticolus
  - Phyllodactylus palmeus
  - Phyllodactylus partidus
  - Phyllodactylus paucituberculatus
  - Phyllodactylus pulcher
  - Phyllodactylus pumilius
  - Phyllodactylus reissii
  - Phyllodactylus rutteni
  - Phyllodactylus santacruzensis
  - Phyllodactylus sentosus
  - Phyllodactylus tinklei
  - Phyllodactylus transversalis
  - Phyllodactylus tuberculosus
  - Phyllodactylus unctus
  - Phyllodactylus ventralis
  - Phyllodactylus wirshingi
  - Phyllodactylus xanti
- Phyllopezus
  - Phyllopezus maranjonensis
  - Phyllopezus periosus
  - Phyllopezus pollicaris
- Pristurus (Rüppell, 1835) – 22 faj
  - Pristurus abdelkuri
  - Pristurus adrarensis
  - Pristurus carteri
  - Pristurus celerrimus
  - Pristurus collaris
  - Pristurus crucifer
  - Pristurus flavipunctatus
  - Pristurus gasperetti
  - Pristurus guichardi
  - Pristurus insignis
  - Pristurus insignoides
  - Pristurus minimus
  - Pristurus obsti
  - Pristurus ornithocephalus
  - Pristurus phillipsii
  - Pristurus popovi
  - Pristurus rupestris
  - Pristurus saada
  - Pristurus samhaensis
  - Pristurus simonettai
  - Pristurus sokotranus
  - Pristurus somalicus
- Pseudogekko (Taylor, 1922) – 4 faj
  - Pseudogekko brevipes
  - Pseudogekko compressicorpus
  - Pseudogekko labialis
  - Pseudogekko smaragdinus
- Pseudogonatodes (Ruthven, 1915) – 7 faj
  - Pseudogonatodes barbouri
  - Pseudogonatodes furvus
  - Pseudogonatodes gasconi
  - Pseudogonatodes guianensis
  - Pseudogonatodes lunulatus
  - Pseudogonatodes manessi
  - Pseudogonatodes peruvianus
- Ptenopus – (Gray) – 3 faj
  - Ptenopus carpi
  - ugató gekkó (Ptenopus garrulus)
  - Ptenopus kochi
- Ptychozoon (Kuhl, 1822) – 6 faj
  - Ptychozoon horsfieldii
  - Ptychozoon intermedium
  - lebenyes gekkó (Ptychozoon kuhli)
  - (Ptychozoon lionotum
  - Ptychozoon rhacophorus
  - Ptychozoon trinotaterra
- Ptyodactylus (Oken, 1817) – 6 faj
  - Ptyodactylus guttatus
  - legyezőujjú gekkó (Ptyodactylus hasselquistii)
  - Ptyodactylus homolepis
  - Ptyodactylus oudrii
  - Ptyodactylus puiseuxi
  - Ptyodactylus ragazzii
- Quedenfeldtia (Boettger) – 2 faj
  - Quedenfeldtia moerens
  - Quedenfeldtia trachyblepharus
- Rhoptropus (Peters) – 7 faj
  - Rhoptropus afer
  - Rhoptropus barnardi
  - Rhoptropus biporosus
  - Rhoptropus boultoni
  - Rhoptropus braconnieri
  - Rhoptropus bradfieldi
  - Rhoptropus taeniostictus
- Saurodactylus (Fitzinger, 1843) – 3 faj
  - Saurodactylus brosseti
  - Saurodactylus fasciatus
  - mauritániai gekkó (Saurodactylus mauritanicus)
- Sphaerodactylus (Wagler, 1830) – 95 faj
  - Sphaerodactylus altavelensis
  - Sphaerodactylus argivus
  - Sphaerodactylus argus
  - Jaragua-törpegekkó (Sphaerodactylus ariasae)
  - Sphaerodactylus armasi
  - Sphaerodactylus armstrongi
  - Sphaerodactylus asterulus
  - Sphaerodactylus beattyi
  - Sphaerodactylus becki
  - Sphaerodactylus bromeliarum
  - Sphaerodactylus caicosensis
  - Sphaerodactylus callocricus
  - Sphaerodactylus celicara
  - Sphaerodactylus cinereus
  - Sphaerodactylus clenchi
  - Sphaerodactylus cochranae
  - Sphaerodactylus copei
  - Sphaerodactylus corticola
  - Sphaerodactylus cricoderus
  - Sphaerodactylus cryphius
  - Sphaerodactylus darlingtoni
  - Sphaerodactylus difficilis
  - Sphaerodactylus docimus
  - Sphaerodactylus dunni
  - Sphaerodactylus elasmorhynchus
  - Sphaerodactylus elegans
  - Sphaerodactylus elegantulus
  - Sphaerodactylus epiurus
  - Sphaerodactylus fantasticus
  - Sphaerodactylus gaigeae
  - Sphaerodactylus gilvitorques
  - Sphaerodactylus glaucus
  - Sphaerodactylus goniorhynchus
  - Sphaerodactylus graptolaemus
  - Sphaerodactylus heliconiae
  - Sphaerodactylus homolepis
  - Sphaerodactylus inaguae
  - Sphaerodactylus intermedius
  - Sphaerodactylus kirbyi
  - Puerto Ricó-i gekkó (Sphaerodactylus klauberi)
  - Sphaerodactylus ladae
  - Sphaerodactylus lazelli
  - Sphaerodactylus leucaster
  - Sphaerodactylus levinsi
  - Sphaerodactylus lineolatus
  - Sphaerodactylus macrolepis
  - Sphaerodactylus mariguanae
  - Sphaerodactylus microlepis
  - Sphaerodactylus micropithecus
  - Sphaerodactylus millepunctatus
  - Sphaerodactylus molei
  - Sphaerodactylus monensis
  - Sphaerodactylus nicholsi
  - Sphaerodactylus nigropunctatus
  - Sphaerodactylus notatus
  - Sphaerodactylus nycteropus
  - Sphaerodactylus ocoae
  - Sphaerodactylus oliveri
  - Sphaerodactylus omoglaux
  - Sphaerodactylus oxyrhinus
  - Sphaerodactylus pacificus
  - Sphaerodactylus parkeri
  - Sphaerodactylus parthenopion
  - Sphaerodactylus parvus
  - Sphaerodactylus perissodactylius
  - Sphaerodactylus pimienta
  - Sphaerodactylus plummeri
  - Sphaerodactylus ramsdeni
  - Sphaerodactylus randi
  - Sphaerodactylus rhabdotus
  - Sphaerodactylus richardi
  - Sphaerodactylus richardsonii
  - Sphaerodactylus roosevelti
  - Sphaerodactylus rosaurae
  - Sphaerodactylus ruibali
  - Sphaerodactylus sabanus
  - Sphaerodactylus samanensis
  - Sphaerodactylus savagei
  - Sphaerodactylus scaber
  - Sphaerodactylus scapularis
  - Sphaerodactylus schuberti
  - Sphaerodactylus schwartzi
  - Sphaerodactylus semasiops
  - Sphaerodactylus shrevei
  - Sphaerodactylus sommeri
  - Sphaerodactylus sputator
  - Sphaerodactylus storeyae
  - Sphaerodactylus streptophorus
  - Sphaerodactylus thompsoni
  - Sphaerodactylus torrei
  - Sphaerodactylus townsendi
  - Sphaerodactylus underwoodi
  - Sphaerodactylus vincenti
  - Sphaerodactylus williamsi
  - Sphaerodactylus zygaena
- Stenodactylus (Fitzinger, 1826) – 11 faj
  - Stenodactylus affinis
  - Stenodactylus arabicus
  - Stenodactylus doriae
  - Stenodactylus grandiceps
  - Stenodactylus khobarensis
  - Stenodactylus leptocosymbotus
  - Petrie gekkója (Stenodactylus petrii)
  - Stenodactylus pulcher
  - Stenodactylus slevini
  - Stenodactylus sthenodactylus
  - Stenodactylus yemenensis
- Tarentola (Gray, 1825) – 20 faj 
  - Tarentola albertschwartzi
  - Tarentola americana
  - Tarentola angustimentalis
  - Tarentola annularis
  - Tarentola bischoffi
  - Tarentola boehmei
  - csíkos gekkó (Tarentola boettgeri)
  - Tarentola caboverdianus
  - Tarentola chazaliae
  - Tarentola darwini
  - Tarentola delalandii
  - sivatagi gekkó (Tarentola deserti)
  - Tarentola ephippiata
  - óriás gekkó (Tarentola gigas)
  - gomerai gekkó (Tarentola gomerensis)
  - fali gekkó (Tarentola mauritanica)
  - Tarentola mindiae
  - Tarentola neglecta
  - Tarentola parvicarinata
  - Tarentola rudis
- Teratolepis (Günther, 1870) – 2 faj
  - Teratolepis albofasciatus
  - víperagekkó (Teratolepis fasciata)
- Thecadactylus Goldfuss, 1820 – 3 faj
- Tropiocolotes (Peters, 1880) – 9 faj
  - Tropiocolotes bisharicus
  - Tropiocolotes helenae
  - Tropiocolotes latifi
  - Tropiocolotes nattereri
  - Tropiocolotes nubicus
  - Tropiocolotes persicus
  - Tropiocolotes scortecci
  - Tropiocolotes steudneri
  - Tropiocolotes tripolitanus
- Urocotyledon (Kluge, 1983) – 5 faj
  - Urocotyledon inexpectata
  - Urocotyledon palmata
  - Urocotyledon rasmusseni
  - Urocotyledon weileri
  - Urocotyledon wolterstorffi
- Uroplatus - laposfarkúgekkók (Duméril, 1806) -  12 faj
  - északi laposfarkúgekkó (Uroplatus alluaudi)
  - szagos laposfarkúgekkó (Uroplatus ebenaui)
  - közönséges laposfarkúgekkó (Uroplatus fimbriatus)
  - Uroplatus giganteus
  - Gunther-laposfarkúgekkó (Uroplatus guentheri)
  - Uroplatus henkeli
  - vonalas laposfarkúgekkó (Uroplatus lineatus)
  - Uroplatus malahelo
  - Uroplatus malama
  - csodás laposfarkúgekkó (Uroplatus phantasticus)
  - Uroplatus pietschmanni
  - déli laposfarkúgekkó (Uroplatus sikorae)